# Txorierri

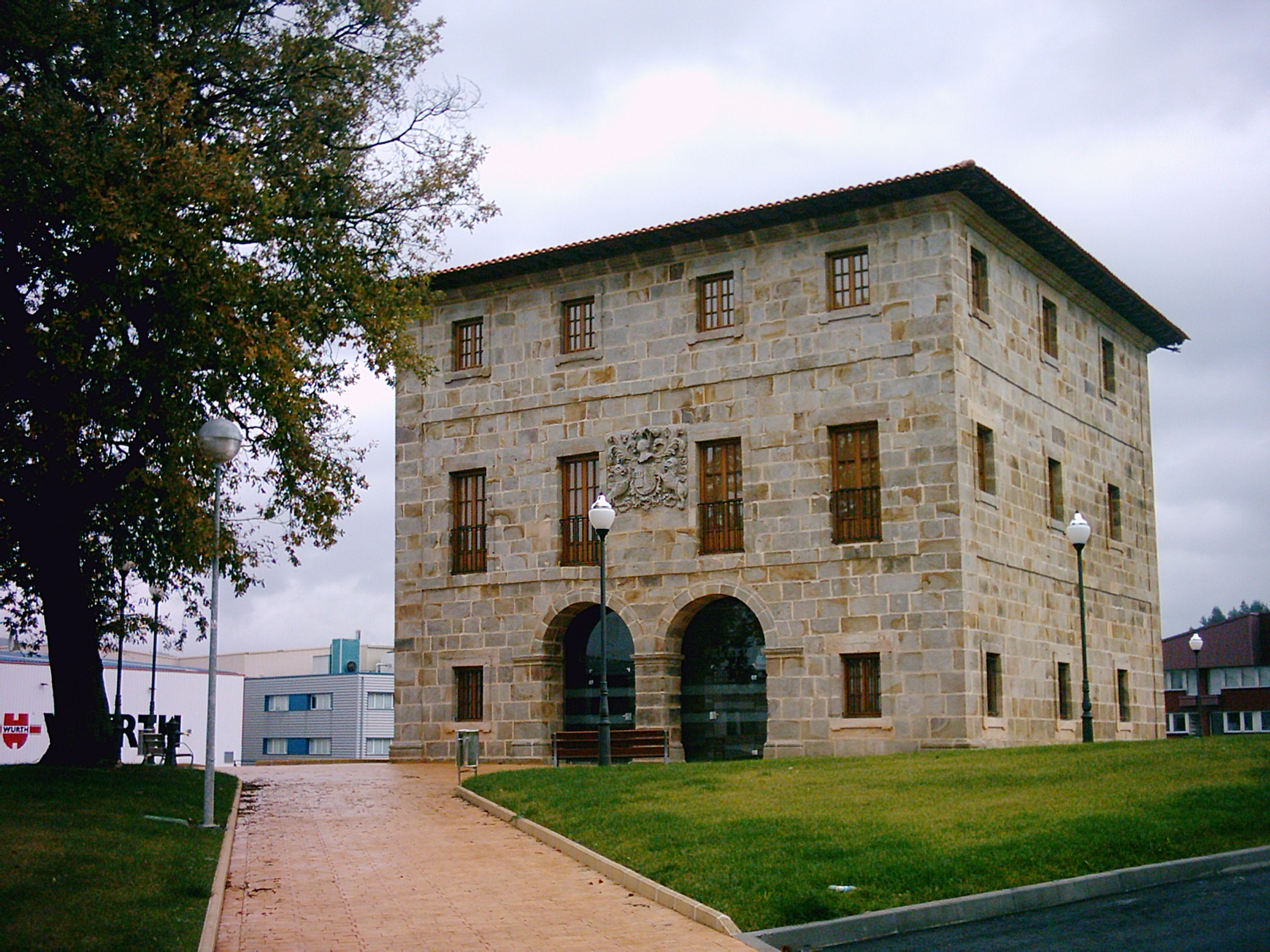
Palais de Larragoiti, à Zamudio.

Txorierri en basque ou Valle de Asúa en espagnol est une division dans la province de Biscaye,dans la Communauté autonome basque en Espagne.
Elle se situe dans la comarque du Gran Bilbao, séparée de la ville par les montagnes Artxanda et Abril. La mancomunidad du Txorierri inclut les communes de Loiu, Sondika, Derio, Zamudio, Lezama et Larrabetzu.
Géographiquement, Txorierri comprend aussi une partie d'Erandio, commune dans laquelle le rio Asua débouche sur la Ria de Bilbao. Dans la vallée se trouve l'aéroport et il est relié avec Bilbao à travers les tunnels d'Artxanda. C'est un secteur résidentiel et industriel.

## Municipalités et démographie
Dates démographiques de 2006.
- Derio : 5 107 habitants
- Sondika : 4 389 habitants
- Zamudio : 3 192 habitants
- Lezama : 2 352 habitants
- Loiu : 2 200 habitants
- Larrabetzu : 1 663 habitants

## Personnalités liées aux municipalités
- Sport
  - Ander Larrazabal (Loiu)
  - Ander Garitano (Derio) footballeur[2]
  - Gaizka Garitano (Derio) footballeur[3]
  - Mikel Artetxe (Larrabetzu) coureur cycliste[4]
  - Virginia Berasategui (Sondika) triathlète[5]
- Culture
  - Gotzon Barandiaran, (Larrabetzu) écrivain basque né à Larrabetzu le 21 mars 1974
  - Etxahun Lekue, (Larrabetzu bertsolari né à Larrabetzu en 1980
  - Toti Martinez de Lezea, (Larrabetzu) Académicien de la langue basque
  - Juan Luis Goikoetxea, (Derio).
- Syndicat
  - Jose Elorrieta, (Loiu) Leader du syndicat ELA (Euskal Langileen Alkartasuna) de 1988 à 2008, né à Loiu en 1951